# スティーヴ・ロジャース
スティーヴ・ロジャース（Steve Rogers、本名不明、生年月日不明）は、アメリカ合衆国の俳優、脚本家。
スティーヴ・ロジャース(スペル違いのSteve Rodgers)、スティーヴン・ロジャース(Steven Rogers、Steven Rodgers、Stephen Rogers)とクレジットされることもあった。尚、現役の同名のアメリカ合衆国の映画製作者、脚本家とは別人であり、混同を避けるためにインターネット・ムービー・データベースではスティーヴ・ロジャース（1）と分類されている。『SFXリタリエーター』(1988年/未/ビデオ)ではスティーヴ・ロビンスン(Steve Robinson)とクレジットされている。

## 来歴

### 俳優としての特徴
1980年代初頭から1990年代の半ばにかけてフィリピンで製作されたアクション映画の脇役俳優として活動し、兵士や警官、チンピラなどの端役が多い。痩身で若禿の容貌で、役柄に応じて口髭を生やした。1983年のフィリピン映画『フラメンタード』(未ソフト化)辺りから出演が確認され、シリオ・H・サンティアゴ監督作品や香港系のシルヴァー・スター・フィルム社作品を中心に出演し、イタリアのアントニオ・マルゲリーティ監督作品にも起用されることもあった。また、クレジットされないことも度々あった。
フィリピン産の疑似米国映画が斜陽になり出した頃の1993年の東映映画『極東黒社会』では渡辺ケンが監督したフィリピン撮影のパートにエキストラとして姿を見せ、ニック・ニコルスン、アンソニー・イースト、ジェームズ・パオッレッリ等がレオ・メンゲッティ扮する麻薬組織の大ボスの手下として出演している。以降はシリオ・H・サンティアゴ監督作品に継続的に出演し続け、イタリアのジョー・ダマート（アリスティーデ・マッサーチェーシ）監督のソフト・ポルノ『愛の迷宮』（1994年/未ソフト化）に複数の作品で共演歴のあるマイク・モンティーと共に出演した。その後、キックボクサーのデール・アポロ・クック主演の『ロー・ターゲット』（1995年/未ソフト化）の端役を最後に出演履歴が途絶えている。また、共演のロバート・マリウスも帰米して暫くして亡くなり、ニック・ニコルスン等は故郷に帰ること無くフィリピンの土に還った。

### 『プラトーン』に起用される
1986年にはオリヴァー・ストーン監督の『プラトーン』に製作補(プロダクション・アシスタント)として起用され、スティーヴン・ロジャース(Steven Rogers)とクレジットされた。また、ロジャースは映画の終盤に兵士のエキストラとして顔を見せる。共演の多い俳優仲間のニック・ニコルスン(ニック・ニッケルスンとクレジット)も同職と戦車兵の端役を得た。
同時期にはオライオンの『ヘル・キャンプ』(1986年/未/ビデオ/テレビ放映)の端役にも起用され、フィリピン・アクション・ギャングはロジャースの他に、マイケル・ジェームズ、ウォーレン・マクレーン、ジム・ゲインズ、デーヴィッド・ライト、ウィリー・ウィリアムズらが出演したが、いずれも端役だった。

### 脚本家としての活動
1988年にはシリオ・H・サンティアゴ監督の門下生のジョー・マリ・アヴェラーナが監督した2作『ミッドナイト・コップ/復讐の美学』(未/ビデオ)と続編の『黒帯2』(未ソフト化)では脚本に進出した。他には香港資本のダヴィアン・インターナショナルの『女バトル・ドッグ/地獄の逃走迷路』(1990年/未/ビデオ)、『トリプル・インパクト』(1992年/未/ビデオ)があり、『ロー・ターゲット』(1995年/未ソフト化)では追加脚本としてクレジットされている。
当時、フィリピン・アクション・ギャングと呼ばれる欧米系の俳優が脚本を手掛けることは珍しいことではなく、ジム・ゲインズ、ニック・ニコルスン、ナイジェル・ホッジ、ジョゼフ・ズッチェロ、ケン・メトカーフ、ジェフ・グリフィス、ドン・ゴードン・ベル、ポール・ヴァンス、デーヴィッド・ブラス、フレデリック・ベイリーなどの脇役俳優が少なくなかったが、ロマーノ・クリストフやロバート・マリウスといったスター級もやはり手掛けていた。

## フィルモグラフィ
- 『フラメンタード』(1983年/未ソフト化）
- 『地獄の報酬/ベトナム捕虜救出作戦』(1983年/未/ビデオ)（キング・ビデオ/東北新社から発売済み）ジョン・ゲール（ジュン・ガラルド）監督、リチャード・ハリスン、ロマーノ・クリストフ、ジム・ゲインズ、ドン・ゴードン・ベル、マイケル・ジェームズ出演
- 『ストライカー(最後のアマゾネス)』(1983年/未/ビデオ/テレビ放映)（キング・ビデオ/東北新社から発売済み）(クレジット無し)シリオ・H・サンティアゴ監督、スティーヴ・サンダー出演
- 『トルネード』(1983年/未/ビデオ)（パック・インから発売済み）（クレジット無し）アンソニー・M・ドースン（アントニオ・マルゲリーティ）監督、ティモシー・ブレント（ジャンカルロ・プレテ）、トニー・マーシナ（アントニオ・マルシーナ）、アラン・コリンズ（ルチアーノ・ピゴッツィ）、マイク・モンティー、ロマーノ・クリストフ出演
- 『プラトーン・コマンド/地獄のレクイエム』(1984年/未/ビデオ)（日本コロムビアから発売済み）ヴィットリオ・デ・ロメロ、ジュン・ガラルド（クレジット無し）共同監督、ウォーレン・フレミング出演
- 『パープル・ハーツ/愛の勲章』(1984年/未/ビデオ)（タイム/ワーナーから発売済み）シドニー・J・フューリー監督、ケン・ウォール出演
- 『ファイナル・ミッション』(1984年/未/ビデオ/テレビ放映＝テレビ東京)（キング・ビデオ/東北新社から発売済み）(クレジット無し)シリオ・H・サンティアゴ監督、リチャード・ヤング、ジョン・エリクスン、ジョン・ドレスデン、ドン・ゴードン・ベル出演
- 『ファイアー・マックス』(1984年/未/ビデオ/テレビ放映＝テレビ金沢・土曜ビッグシアター枠1991年)（東芝映像から発売済み）(クレジット無し)シリオ・H・サンティアゴ監督、ゲーリー・ワトキンス、ローラ・バンクス、ジョゼフ・アンダースン（ジョー・マリ・アヴェラーナ）、ヘンリー・シャーマン（ヘンリー・ストラザルコウスキー）、ドン・ゴードン・ベル、ナイジェル・ホッジ出演
- 『ジャングル・レイダース/黄金のレジェンド』(1984年/未/ビデオ)（HRS/フナイから発売済み）(クレジット無し)アンソニー・M・ドースン（アントニオ・マルゲリーティ）監督、クリストファー・コネリー、マリナ・コスタ、リー・ヴァン・クリーフ、アラン・コリンズ（ルチアーノ・ピゴッツィ）、マイク・モンティー、プロタシオ・ディー出演
- 『裸の復讐』(1985年/未/ビデオ)（ベストロン/ポニーから発売済み）シリオ・H・サンティアゴ監督、デボラ・トラネッリ、ビル・マクローリン、カズ・ギャラス、ニック・ニコルスン、ドン・ゴードン・ベル、デーヴィッド・ライト、エド・クリック出演
- 『デストロイヤー』(1985年/未/ビデオ)（東芝映像から発売済み）シリオ・H・サンティアゴ監督、リチャード・ヒル、カズ・ギャラス出演
- 『コマンド・ファイター』(1985年/未/ビデオ)（RCA/コロンビアから発売済み）シリオ・H・サンティアゴ監督、リチャード・ヒル、ブレンダ・バーキ出演
- 『ヘル・キャンプ』(1986年/未/ビデオ/テレビ放映)（RCA/コロンビアから発売済み）エリック・カースン監督、トム・スケリット、アンソニー・ザーブ、リチャード・ラウンドトゥリー出演
- 『戦場のニンジャ軍団』(1986年/未/ビデオ）（日本コロムビアから発売済み）ウィリー・ミラン監督、アーノルド・ニコラス、ジェレミー・ラッド出演
- 『未来戦士/スレイド』(1986年/未/ビデオ)（東芝映像から発売済み）シリオ・H・サンティアゴ監督
- 『アマゾネス刑事/死の標的』(1986年/未/ビデオ)（東映/東北新社から発売済み）シリオ・H・サンティアゴ監督、セク・ヴェレル、フレデリック・ベイリー、ジョー・マリ・アヴェラーナ、ヴィック・ディアス、ジョーニー・ガンボア、マイク・モンテ（マイク・モンティー）、ニック・ニコルスン、ドン・ゴードン（ドン・ゴードン・ベル）、ラモン・ダサルヴァ、レオ・マルティネス、デーヴィッド・ライト、ロニー・パタースン、エリック・ハーン、ヘンリー・ストラザルコウスキー出演
- 『炸裂！復讐のヒーロー』(1986年/未/ビデオ)（東映/東北新社から発売済み）J・C・ミラー（ジュン・P・カブレイラ）監督、マックス・セーヤー、ジョン・ドレスデン、マイク・モンテ（マイク・モンティー）、ニック・ニコルスン出演
- 『ザ・フューチャーハンター』(1986年/未/ビデオ)（ベストロン/ポニーから発売済み）シリオ・H・サンティアゴ監督、ロバート・パトリック、リチャード・ノートン、リンダ・キャロル、ウォン・チャン・リー、ニック・ニコルスン出演
- 『プラトーン』（1986年）（RCA/コロンビアから発売済み）オリヴァー・ストーン監督、チャーリー・シーン、トム・ベレンジャー、ウィレム・デフォー、フランチェスコ・クイン、ジョニー・デップ、フォレスト・ウィテッカー、デール・ダイ出演
- 『バトル・ウォーズ』(1986年/未/ビデオ/テレビ放映＝北陸放送・名画招待席枠1992年)（チャンネルコミュニケーションズから発売済み）ロマーノ・スカヴォリーニ監督、クライヴ・ウッド、ベアード・スタッフォード、ロバート・ハウフレクト、ロマーノ・クリストフ、マイク・モンティー、ジム・ゲインズ、ロバート・マリウス、ニック・ニコルスン、クリス・ヒルトン、デーヴィッド・アンダースン出演
- 『アイ・オブ・ザ・イーグル』(1987年/未/ビデオ)（CBS/フォックスから発売済み）（クレジット無し）シリオ・H・サンティアゴ監督、ブレット・クラーク、ロバート・パトリック、セク・ヴェレル、レイ・マロンソ、エド・クリック、マイク・モンティー、ヴィック・ディアス、ヘンリー・ストラザルコウスキー出演
- 『彼女がトカゲに喰われたら』(1987年/未/ビデオ)（東芝映像から発売済み）シリオ・H・サンティアゴ監督、ウィリアム・スタイス出演
- 『ミッション・ターミネート』(1987年/未/ビデオ)（東映/東北新社から発売済み）アンソニー・マハラジ監督、リチャード・ノートン、ディック・ウェイ、ブルース・リィ、フランコ・グェレーロ出演
- 『ビハインド・エネミー・ライン』(1987年/未ソフト化)シリオ・H・サンティアゴ監督、ロバート・パトリック出演
- 『エンジェル・コマンド』（1987年）（ヘラルド/ネルソンから発売済み）シリオ・H・サンティアゴ監督、レベッカ・ホールデン、チャック・ワグナー、リン・ホリー・ジョンスン出演
- 『砂漠の戦士/テロ・ファイター』（1987年）（ヘラルド/東芝映像から発売済み）リチャード・スミス監督、アンソニー・アロンゾ、マーク・ギル、ニック・ニコルスン、エディー・ガーラン出演
- 『地獄からの復讐/コマンドー・ウルフ』（1987年）（日本コロムビアから発売済み）クラーク・ヘンダースン監督、リチャード・ヤング、P・J・ソールズ、ジョン・アレン・ネルスン、ジェームズ・ブリッジス・ジュニア、ジョーニー・ガンボア、レオ・マルティネス、ジョー・マリ・アヴェラーナ、ニック・ニコルスン、フレデリック・ベイリー、スパンキー・マニカン、デーヴィッド・ライト出演
- 『SFXリタリエーター』(1987年/未/ビデオ)（チャンネルコミュニケーションズから発売済み）ジョン・ゲール（ジュン・ガラルド）監督、クリス・ミッチャム、リンダ・ブレア、ゴードン・ミッチェル、デーヴィッド・ライト出演
- 『ミッドナイト・コップ/復讐の美学』（1988年/未/ビデオ）（脚本）ジョー・マリ・アヴェラーナ監督、シリオ・H・サンティアゴ製作、ブレーク・バーナー、ロナルド・ウィリアム・ローレンス、ヴィック・ディアス、ジョン・ドゥラニー出演
- 『アソールト・プラトーン』(1988年/未/ビデオ)（徳間コミュニケーションズから発売済み）トニー・Y・レイス監督、ロバート・マリウス、ジェフ・グリフィス、ヘンリー・ストラザルコウスキー、ネッド・ホーラニ、アーニー・オルテガ、アーニー・ガルシア、アーニー・デーヴィッド、ジム・ディクスン出演
- 『ザ・コマンダー』(1988年/未ソフト化)(クレジットなし）アンソニー・M・ドースン（アントニオ・マルゲリーティ）監督、リュウイス・コリンズ、リー・ヴァン・クリーフ、ドナルド・プレザンス、マンフレッド・レーマン、ジョン・スタイナー、ロマーノ・プッポ、ブレット・ハルゼイ、パウル・ミューラー、マイク・モンティー、ボビー・ローズ出演
- 『麻薬捜査官/バニシング・サンダー（バニシング・コップVS恐怖の麻薬組織）』(1989年/未/ビデオ/テレビ放映＝テレビ東京・木曜洋画劇場枠1993年)（徳間コミュニケーションズから発売済み）ジョー・マリ・アヴェラーナ監督、パオロ・トチャ、レオ・ダミアン、ロバート・マリウス出演
- 『レディ・ウェポン(美人刑事シルク)』(1989年/未/ビデオ/テレビ放映＝テレビ東京)（東芝映像から発売済み）シリオ・H・サンティアゴ監督、モニーク・ゲーブリエル、ピーター・ネルスン、ジャン・マーリン出演
- 『脱走半島/ベトナム1983』(1989年/未/ビデオ)（にっかつから発売済み）エディー・ロメロ監督、ティモシー・ボトムズ、ジョン・フィリップ・ロウ、キャンディー・レイモンド、ロバート・マリウス、ニック・ニコルスン出演
- 『エイリアン・フロム・ディープ』(1989年/未/ビデオ)（松竹から発売済み）(クレジットなし)アンソニー・M・ドースン（アントニオ・マルゲリーティ）監督、チャールズ・ネーピア、ロバート・マリウス、アラン・コリンズ（ルチアーノ・ピゴッツィ）出演
- 『地獄の爆走/ブラッド・チェイス』(1989年/未/ビデオ)（徳間コミュニケーションズから発売済み）テッド・ジョンスン（テディー・ページ）監督、アンドリュウ・スティーヴンス、カレン・シェパード、マイク・モンティー出演
- 『血の拳2』（未ソフト化）アンディー・ブルメンサル監督、ドン・ザ・ドラゴン・ウィルスン、ロバート・マリウス、リチャード・ヒル、ジョー・マリ・アヴェラーナ出演
- 『ラン・メイ/ベトナムの熱い日(ダーティ・コマンドー/地獄の要塞)』(1990年/未/ビデオ/テレビ放映)（東芝映像から発売済み、日本コロムビアから再発売済み）シリオ・H・サンティアゴ監督、スティーヴ・カナリー、カール・フランクリン、ピーター・ネルスン、ケン・ライト出演
- 『未来戦士伝/メタルガン(未来戦士/怒りの対決)』(1990年/未/ビデオ/テレビ放映＝テレビ東京)（徳間コミュニケーションズから発売済み）シリオ・H・サンティアゴ監督、リチャード・ノートン、ウィリアム・スタイス、リック・ディーン、トニー・カレオン、ナイジェル・ホッジ出演
- 『バーニング・ファイター』(1991年/未/ビデオ)（大映から発売済み）アーヴィン・ジョンスン（テディー・ページ）監督、デール・アポロ・クック、ドン・ナカヤ・ニールセン、スティーヴ・タータリア、ジム・ゲインズ出演
- 『ファイティング・スピリット』(1991年/未ソフト化)ジョン・ロイド（テディー・ページ）監督、ローレン・アヴェドン、ショーン・P・ドナヒュー、マイク・モンティー出演
- 『トリプル・インパクト』(1992年/未/ビデオ)（アスキーから発売済み）アーヴィン・ジョンスン（テディー・ページ）監督、デール・アポロ・クック、ロバート・マリウス出演
- 『ラストプラトーン2』(1992年/未/ビデオ/テレビ放映＝テレビ東京)（東芝EMIから発売済み）シリオ・H・サンティアゴ監督、ジャン＝マイケル・ヴィンセント出演
- 『戦場のライオン』(1992年/未/ビデオ)（大映から発売済み）シリオ・H・サンティアゴ監督、デーヴィッド・キャラディーン出演
- 『ファイアーホーク』(1992年/未/ビデオ)（ビデオグラフ/東北新社から発売済み）(クレジットなし)シリオ・H・サンティアゴ監督、マーティン・コーヴ出演
- 『キング・オブ・フィスト』(1993年/未/ビデオ)（アスキーから発売済み）シリオ・H・サンティアゴ監督、ジェリー・トリンブル、ジョージ・タケイ、テッド・マークランド、ローランド・ダンテス出演
- 『リアル・キックボクサー』(1993年/未/ビデオ)（CIC/ビクターから発売済み）ジェノ・ホディー監督、デール・アポロ・クック出演
- 『極東黒社会』（1993年）（東映ビデオから発売済み）(クレジットなし)馬場昭格監督、役所広司、ショー・コスギ、近藤真彦、ロバート・マリウス出演
- 『天使の拳』（1993年/未ソフト化）シリオ・H・サンティアゴ監督
- 『怒り』（1993年/未ソフト化）アンソニー・マハラジ監督、メナヘム・ゴーラン製作総指揮、リチャード・ノートン、テッチー・アグバヤーニ、ジョー・マリ・アヴェラーナ、マイク・モンティー出演
- 『愛の迷宮』（1994年/未ソフト化）ジョー・ダマート（アリスティーデ・マッサーチェーシ）監督
- 『ワンマン・アーミー』（1994年/未ソフト化）シリオ・H・サンティアゴ監督、ジェリー・トリンブル、リック・ディーン出演
- 『レディ・スコルピオン3/必殺女刑事』（1994年/未/ビデオ）（東北新社から発売済み）チャールズ・フィリップ・ムーア監督、シリオ・H・サンティアゴ製作、マリア・フォード出演
- 『絞首刑』（1994年/未ソフト化）シリオ・H・サンティアゴ監督、ジェリー・トリンブル、ヴァーノン・ウェルズ出演
- 『最後通牒』(1994年/未ソフト化)(クレジットなし)シリオ・H・サンティアゴ監督、エディー・ガルシア、ヴァーノン・ウェルズ出演
- 『ロー・ターゲット』(1995年/未ソフト化)ティム・スプリング監督、デール・アポロ・クック、ロン・ホール、ロバート・マーカス（ロバート・マリウス）、ネッド・ホーラニ出演